# Imanol Agirretxe
Imanol Agirretxe Arruti (Usurbil, 24 febbraio 1987) è un ex calciatore spagnolo, di ruolo attaccante.

## Caratteristiche tecniche
Centravanti rapido, forte fisicamente, dotato di buon dinamismo e senso del gol.

## Carriera

### Club
Comincia la sua carriera nella squadra B della Real Sociedad, per poi passare alternandosi con la prima squadra. Nel gennaio 2007 passa in prestito per sei mesi al Castellón, in Segunda Division, dove gioca otto partite e mette a segno una rete.
Torna a fine stagione alla Real Sociedad, dove con gli anni diventa una colonna della società basca. Nel dicembre 2015 si infortuna gravemente alla caviglia dopo uno scontro con il portiere del Real Madrid Keylor Navas. Ad agosto 2018 annuncia il suo ritiro dal calcio giocato in seguito all'impossibilità del recupero dall'infortunio di due anni prima.

### Nazionale
Ha giocato con le nazionali giovanili spagnole Under-16 ed Under-17.
In carriera ha giocato anche 4 partite con la Selezione di calcio dei Paesi Baschi.

## Statistiche

### Presenze e reti nei club
| Stagione             | Squadra              | Campionato           | Campionato | Campionato | Coppe nazionali | Coppe nazionali | Coppe nazionali | Coppe continentali | Coppe continentali | Coppe continentali | Altre coppe | Altre coppe | Altre coppe | Totale | Totale |
| Stagione             | Squadra              | Comp                 | Pres       | Reti       | Comp            | Pres            | Reti            | Comp               | Pres               | Reti               | Comp        | Pres        | Reti        | Pres   | Reti   |
| -------------------- | -------------------- | -------------------- | ---------- | ---------- | --------------- | --------------- | --------------- | ------------------ | ------------------ | ------------------ | ----------- | ----------- | ----------- | ------ | ------ |
| 2004-2005            | Real Sociedad        | PD                   | 3          | 1          | CR              | 0               | 0               |                    | -                  | -                  | -           | -           | -           | 3      | 1      |
| 2005-2006            | Real Sociedad        | PD                   | 1          | 0          | CR              | 1               | 0               | -                  | -                  | -                  | -           | -           | -           | 2      | 0      |
| 2006-gen. 2007       | Real Sociedad        | PD                   | 6          | 0          | CR              | 0               | 0               | -                  | -                  | -                  | -           | -           | -           | 6      | 0      |
| gen.-giu. 2007       | Castellón            | SD                   | 8          | 1          | CR              | 0               | 0               | -                  | -                  | -                  | -           | -           | -           | 8      | 1      |
| 2007-2008            | Real Sociedad        | SD                   | 2          | 0          | CR              | 0               | 0               |                    | -                  | -                  | -           | -           | -           | 2      | 0      |
| 2008-2009            | Real Sociedad        | SD                   | 28         | 9          | CR              | 0               | 0               | -                  | -                  | -                  | -           | -           | -           | 28     | 9      |
| 2009-2010            | Real Sociedad        | SD                   | 36         | 6          | CR              | 1               | 0               | -                  | -                  | -                  | -           | -           | -           | 37     | 5      |
| 2010-2011            | Real Sociedad        | PD                   | 11         | 3          | CR              | 2               | 1               | -                  | -                  | -                  | -           | -           | -           | 13     | 4      |
| 2011-2012            | Real Sociedad        | PD                   | 36         | 10         | CR              | 3               | 2               | -                  | -                  | -                  |             | -           | -           | 39     | 12     |
| 2012-2013            | Real Sociedad        | PD                   | 34         | 14         | CR              | 2               | 1               | -                  | -                  | -                  |             | -           | -           | 36     | 15     |
| 2013-2014            | Real Sociedad        | PD                   | 31         | 8          | CR              | 3               | 0               | UCL                | 6                  | 0                  | -           | -           | -           | 40     | 8      |
| 2014-2015            | Real Sociedad        | PD                   | 31         | 7          | CR              | 2               | 0               | UEL                | 4                  | 0                  | -           | -           | -           | 37     | 7      |
| 2015-2016            | Real Sociedad        | PD                   | 16         | 13         | CR              | 0               | 0               | -                  | -                  | -                  |             | -           | -           | 16     | 13     |
| Totale Real Sociedad | Totale Real Sociedad | Totale Real Sociedad | 235        | 71         |                 | 14              | 4               |                    | 10                 | 0                  |             | -           | -           | 259    | 75     |
| Totale carriera      | Totale carriera      | Totale carriera      | 243        | 72         |                 | 14              | 4               |                    | 10                 | 0                  |             | -           | -           | 267    | 76     |

## Palmarès

### Club

#### Competizioni nazionali
- Segunda División: 1

Real Sociedad: 2009-2010